# Because You Loved Me
Pour les articles homonymes, voir Because (homonymie).
Pistes de Falling into You
It's All Coming Back To Me Now Falling into You
Because You Loved Me est une chanson de Céline Dion qui se retrouve sur l'album Falling into You. Elle sera lancée comme premier extrait en Amérique le 19 février 1996 et comme deuxième extrait dans le reste du monde en mai 1996.
La chanson a été composée par Diane Warren, celle qui est derrière les succès If You Asked Me To et Love Can Move Mountains. Cette chanson est également disponible sur le film Personnel et confidentiel.
La chanson remporte le Grammy de la meilleure chanson écrite pour film, une émission ou dans les médias. La chanson est également pour Enregistrement de l'année, Chanson de l'année et Meilleure performance pour une artiste pop.
Le vidéoclip, sur laquelle il y a des scènes du film, a été dirigé par Kevin Bray et sera lancée en février 1996.

## Succès
La chanson sera un succès international.
Aux États-Unis, la chanson débute en 35e position et sera deux semaines plus tard en 1re position et reste pendant six semaines. Au Canada, la chanson débute directement à la 1re position et passe 19 semaines dans les charts. En Australie, la chanson débute en 34e position et sera 8 semaines plus tard en 1re position et reste pendant trois semaines. Au Royaume-Uni, la chanson débute en 9e position. Il s'agit de la 2e chanson à débuter au top 10. Deux semaines plus tard, elle monte jusqu'en 5e position. La chanson figurera également au top 10 des pays suivants : Belgique, Danemark, Irlande, Nouvelle-Zélande, Pays-Bas, Pologne et Suisse.

## Formats et liste des titres
CD single Européen
1. Because You Loved Me – 4:33
2. If You Asked Me To – 3:55

Cassette single Europe /Royaume-Uni
1. Because You Loved Me – 4:33
2. To Love You More – 5:28

CD single Amérique du Nord / Japon
1. Because You Loved Me – 4:33
2. I Don't Know – 4:38

CD single Australien
1. Because You Loved Me – 4:33
2. I Don't Know – 4:38
3. Pour que tu m'aimes encore – 4:14
4. Le ballet – 4:25

CD maxi single Australien
1. Because You Loved Me – 4:33
2. I Don't Know – 4:38
3. Pour que tu m'aimes encore – 4:14
4. Le ballet – 4:25
5. The Power of the Dream – 4:31

CD maxi single Europe /Royaume-Uni
1. Because You Loved Me – 4:33
2. Nothing Broken But My Heart – 5:55
3. Next Plane Out – 4:59
4. If You Asked Me To – 3:55

CD maxi single Europe
1. Because You Loved Me – 4:33
2. The Power of the Dream – 4:31
3. Think Twice – 4:47
4. Le fils de Superman – 4:35

CD maxi single Royaume-Uni
1. Because You Loved Me – 4:33
2. To Love You More – 5:28
3. Sola Otra Vez – 5:12
4. Think Twice – 4:47

## Crédits
Informations issues et adaptées du livret de Falling Into You (Sony Music, 1996) et du site Discogs.
- Céline Dion : interprète principale
- Diane Warren : paroles et musique
- David Foster : producteur, arrangeur, claviers
- Michael Thompson : guitares
- Simon Franglen : synclavier, programmations
- Sue Ann Carwell, Carl Carwell : arrangement vocal, chœurs
- Kofi, Terry Bradford, Alex Brown, Philip Ingram, Maxann Lewis, Will Wheaton, Bridgette Bryant-Fiddmont, Alanna Capps : chœurs
- Jon Avnet : producteur exécutif
- Humberto Gatica : enregistrement et mixage
- Felipe Elgueta : ingénieur du son
- Peter Doell, Mark Agostino : ingénieurs du son assistants (enregistrement)
- Kyle Bess, Paul Boutin, Chris Brooke : ingénieurs du son assistants (mixage)

## Charts mondiaux
| Pays                         | Meilleure Position | Certification | Vente     |
| ---------------------------- | ------------------ | ------------- | --------- |
| Allemagne                    | 13                 | or            | 250 000   |
| Argentine                    | 13                 |               |           |
| Australie                    | 1                  |               |           |
| Autriche                     | 18                 |               |           |
| Belgique Flanders            | 5                  |               |           |
| Brésil                       | 19                 |               |           |
| Canada                       | 1                  |               |           |
| Danemark                     | 8                  |               |           |
| États-Unis Billboard Hot 100 | 1                  | 2x platine    | 2 000 000 |
| France                       | 19                 |               |           |
| Irlande                      | 2                  |               |           |
| Nouvelle-Zélande             | 3                  |               |           |
| Pays-Bas                     | 4                  |               |           |
| Pologne                      | 4                  |               |           |
| Royaume-Uni                  | 5                  | platine       | 600 000   |
| Suède                        | 24                 |               |           |
| Suisse                       | 3                  |               |           |